# قوی سیاه (کتاب)
کتاب قوی سیاه: اثر امور بسیار نامحتمل (به انگلیسی: The Black Swan: The Impact of the Highly Improbable) توسط نسیم نقولا طالب (نویسنده، فیلسوف، متخصص آمار و استاد دانشگاه) نگاشته و در ۱۷ مارس سال ۲۰۰۷ توسط انتشارات رندم هاوس منتشر شد. این کتاب به بررسی اثرات شدید ناشی از برخی از رویدادهای بسیار غیرقابل‌پیش‌بینی و نادر و همچنین تمایل انسان به یافتن توضیحاتی ساده و دم دستی برای این رویدادها می‌پردازد. نظریه مطرح شده در این کتاب بعدها به عنوان نظریه قوی سیاه معروف شد.
نویسنده در این کتاب همچنین به موضوعات مرتبط دیگری نظیر زیبایی‌شناسی و شیوه زندگی نیز پرداخته و از مؤلفه‌های داستانی برای تشریح بهتر منظور خود استفاده می‌کند. نسیم طالب در این کتاب بارها تجربیاتی از زندگی خود را نیز برای توضیح بهتر نظرات خود مطرح می‌کند.
نخستین ویرایش این کتاب در سال ۲۰۰۷ منتشر شد و در همان زمان توانست به موفقیت خوبی در بازار دست یابد. این کتاب به مدت ۳۶ هفته در فهرست کتاب‌های پرفروش نیویورک تایمز قرار داشت. ویرایش دوم این کتاب نیز در سال ۲۰۱۰ منتشر شد. این کتاب بخشی از مجموعه چهار جلدی مقالات فلسفی نسیم طالب در مورد عدم قطعیت است.